# Gomphia densiflora
Gomphia densiflora là một loài thực vật có hoa trong họ Ochnaceae. Loài này được (De Wild. & T.Durand) Verdc. mô tả khoa học đầu tiên năm 2005.